# Hashtag Killer
Psych: Hashtag Killer (HTK) è un gioco di ruolo online in multiplayer per social network ispirato alla serie televisiva USA Network Psych, creata da Steve Franks, che ha curato e co-scritto anche la trama del gioco stesso.
Realizzato tra la quinta e la sesta stagione dello show, Hashtag Killer consente ai vari fan di interagire direttamente coi due protagonisti tramite post seguendo via via gli sviluppi dell'indagine e perfino di divenire a propria volta "vittime" dell'eponimo assassino.

## Trama
Shawn modificando per svago il profilo Facebook e Twitter della Psych attira la curiosità di un misterioso serial killer che colpisce gli utenti dei social network in maniera apparentemente casuale e che, a causa di tale modus operandi, è stato ribattezzato dai giornali "Hashtag Killer".
L'assassino sfida dunque il "sensitivo" a cercare di arrestarlo inviandogli alcuni messaggi criptati in numerosi post di discussione; sfruttando tale situazione il ragazzo, con la collaborazione di Gus, Jules, Lassiter, la comunità dei social network locali (ovvero i giocatori), e di Ken indagherà per fermare in maniera definitiva la scorribande dell'assassino.

## Cast e personaggi
Parallelamente alle otto settimane occorse alla progressione online della trama, sono stati editi da USA Network una serie di cortometraggi di circa due minuti con James Roday (Shawn), Dulé Hill (Gus), Maggie Lawson (Jules), Timothy Omundson (Lassiter) e Jerry Shea (Ken).

## Premi
Nel 2012, grazie al gioco, Psych ha vinto il suo secondo Emmy Award nella categoria "miglior realizzazione creativa nei media interattivi".

## Sequel
Visto il successo ottenuto dal gioco, il 15 febbraio 2013 ne è stato creato un seguito, The S#cial Sector.